# Наадя
«Наадя» — российская электропоп-группа.
Группа основана Надеждой Грицкевич, российской певицей и музыкантом, в 2013 году. В состав «Наади» вошли гитаристка Мария Теряева, битмейкер Иван Калашников, басист Сергей Бурухин и барабанщик Олег Занин. В творчестве группы преобладает жанр мелодраматической русской песни. Кроме того, отмечают, что большинство песен группы очень грустные.
Группа активно принимает участие в различных фестивалях: «Пикник Афиши» в Москве и Stereoleto в Петербурге, «Ярмарка» в Екатеринбурге и «Движение» в Перми, Russia Music Change в Стокгольме и Red Bull Sounderground в Рио-де-Жанейро. Своеобразной кульминацией фестивальной практики для «Наади» стало выступление на крупнейшем московском фестивале «Субботник».
По заказу телеканала «ТНТ» группа записала кавер-версию песни из детской телепередачи «Зов Джунглей».
В 2016 году группу покинула Мария Теряева. На концертах в 2017 к группе присоединился Павел Додонов.

## Дискография

### Студийные альбомы
- 2014 — Наадя
- 2017 — Осколки[2]
- 2023 — Решения

### Мини-альбомы
- 2014 — Сто дней
- 2014 — Remixes[3]
- 2016 — Хорошо
- 2018 — Колыбельные[4][5]
- 2018 — Осколки Remix

### Синглы
- 2013 — Пираты
- 2013 — Спаси
- 2014 — ХХС
- 2014 — Сестра
- 2014 — То, что я должен сказать
- 2014 — Лёд
- 2015 — Капкан
- 2015 — Журавли
- 2017 — Осколки (при участии БЦХ)
- 2018 — Февраль (feat. Maria Teriaeva)
- 2019 — От большого ума
- 2019 — Пыльца (feat. Иван Калашников)
- 2020 — Липы
- 2021 — Рыцарь (feat. Витя Исаев)
- 2022 — Цветы
- 2022 — Тени (feat. АНДРЕГРАУНД)
- 2023 — Темные места (feat. Иван Калашников)
- 2023 — Сильная (feat. Иван Калашников)
- 2023 — Свет горит
- 2023 — Мифы (feat. Антон Маскелиаде)
- 2024 — Снег

## Состав
- Надежда Грицкевич — вокал, клавишные
- Иван Калашников — семплы, клавиши, перкуссия
- Мария Теряева — гитара (с 2013 по 2016)
- Павел Додонов — гитара
- Сергей Бурухин — бас
- Олег Занин — барабаны